# Zubovskya banatica
Zubovskya banatica е вид насекомо от семейство Acrididae. Видът е уязвим и сериозно застрашен от изчезване.

## Разпространение
Разпространен е в Румъния и Унгария.